# Margherita Lambertini
Pour les articles homonymes, voir Lambertini.
Margherita Lambertini, née le 24 juin 1967, est une chirurgienne secouriste italienne

## Biographie
Médecin urgentiste à l'hôpital San Salvatore de Pesaro, elle est en première ligne contre le coronavirus. En plus d'être médecin, elle est aussi la mère d'Emma, une fillette de 11 ans souffrant de mucoviscidose, une maladie génétique actuellement sans traitement, qui a beaucoup en commun avec la Covid 19.
Margherita est également la protagoniste d'une nouvelle campagne de collecte de fonds promue par la Fondation pour la recherche sur la mucoviscidose, Fibrosi cistica, urgenza nell’emergenza.